# Threshold (album)
Threshold – szósty album studyjny grupy Hammerfall, wydany 18 października 2006 roku przez Nuclear Blast.

## Lista utworów
1. "Threshold" - 4:43
2. "The Fire Burns Forever" - 3:20
3. "Rebel Inside" - 5:32
4. "Natural High" - 4:13
5. "Dark Wings, Dark Words" - 5:01
6. "Howlin' With The Pac" - 4:04
7. "Shadow Empire" - 5:13
8. "Carved In Stone" - 6:10
9. "Reign Of The Hammer" - 2:48
10. "Genocide" - 4:41
11. "Titan" - 4:24

## Twórcy
- Joacim Cans – śpiew
- Magnus Rosén – gitara basowa
- Oscar Dronjak – gitara elektryczna
- Stefan Elmgren – gitara elektryczna
- Anders Johansson – perkusja

## Pozycje na listach
| Lista  | Kraj    | Pozycja |
| ------ | ------- | ------- |
| Top 60 | Szwecja | 1       |